# 斯特內什蒂鄉 (戈爾日縣)
45°07′N 23°15′E / 45.117°N 23.250°E
斯特內什蒂鄉（羅馬尼亞語：Comuna Stănești, Gorj），是羅馬尼亞的鄉份，位於該國西南部，由戈爾日縣負責管轄，面積100平方公里，海拔高度323米，2007年人口2,608，人口密度每平方公里26人。